# Leptocircini
Leptocircini (în trecut Graphiini) este un trib care conține specii de fluturi din familia Papilionidae.
Cuprinde aproximativ 140 de specii grupate în nouă genuri și care sunt răspândite pe tot globul.

## Taxonomie
Genuri
- Eurytides
- Graphium
- Iphiclides
- Lamproptera
- Meandrusa
- Mimoides
- Protesilaus
- Protographium
- Teinopalpus